# ハード・キャンディ (1999年の映画)
ハード・キャンディ (Jawbreaker) は1999年に上映されたアメリカ合衆国の映画。

## ストーリー
学園を舞台したブラックコメディ。

## キャスト
※括弧内は日本語吹替
- コートニー・シェーン（英語版） - ローズ・マッゴーワン（松本梨香）
- ジュリー - レベッカ・ゲイハート（冬馬由美）
- マーシー・フォックス - ジュリー・ベンツ（國府田マリ子）
- ファーン・メイヨー - ジュディ・グリア（久川綾）
- ザック・タータック - チャド・クリスト（松野太紀）
- ヴェラ・クルーズ刑事 - パム・グリア（一柳みる）
- シャーウッド先生 - キャロル・ケイン（高田由美）
- デーン・サンダース - イーサン・エリクソン（伊藤健太郎）
- リズ・パー - シャーロット・アヤナ（出口佳代）
- 行きずりの男 - マリリン・マンソン